# L'Abbaye (Lot)
 L'Abbaye era una comuna francesa que estaba situada en el departamento de Lot, de la región de Occitania, que en 1806 pasó a formar parte de la comuna de Léobard, por fusión simple.

## Historia
La comuna se llamó Abbaye Nouvelle hasta 1801.

## Demografía
| Gráfica de evolución demográfica de L'Abbaye entre 1793 y 1800 |
|                                                                |
| Datos según el nomenclátor publicado por la EHESS/Cassini.     |